# Yacimiento arqueológico de Durankulak
El yacimiento arqueológico de Durankulak se encuentra en la provincia de Dobrich de Bulgaria. Está situado en torno al lago del mismo nombre, principalmente en la denominada isla Grande y en la costa occidental. Este yacimiento fue excavado entre los años 1974 y 1997 bajo la dirección de Henrietta Todorova.

## Asentamientos
En el área del lago de Durankulak los primeros restos de asentamientos pertenecen al periodo Neolítico tardío, hacia el VI milenio a. C. En el sitio de Nivata, ubicado la costa occidental, se han hallado restos pertenecientes a diferentes fases de la cultura de Hamangia. Al final de esta época el asentamiento se trasladó a la llamada isla Grande (en realidad una península), que perduró durante el periodo Eneolítico. Varios horizontes estratigráficos de este lugar pertenecen a diferentes fases de la cultura de Varna.
También se han encontrado restos de un asentamiento fortificado de la Edad del Bronce tardía.
En el periodo helenístico, en el siglo IV a. C. en la isla Grande se excavó en una cueva un templo dedicado a Cibeles. Esta área estuvo en uso hasta el primer cuarto del siglo II a. C., cuando se abandonó quizá a causa del aumento del nivel de las aguas, aunque pudo haber otros motivos. 
Posteriormente, en la Edad Media, a partir del siglo VI hubo un asentamiento en la misma cueva que duró poco tiempo y que fue destruido por un incendio. Luego, a partir de los siglos IX-X se construyeron una serie de edificios residenciales que se extendieron por toda la isla.

Plano del asentamiento del eneolítico tardío. cultura de Varna
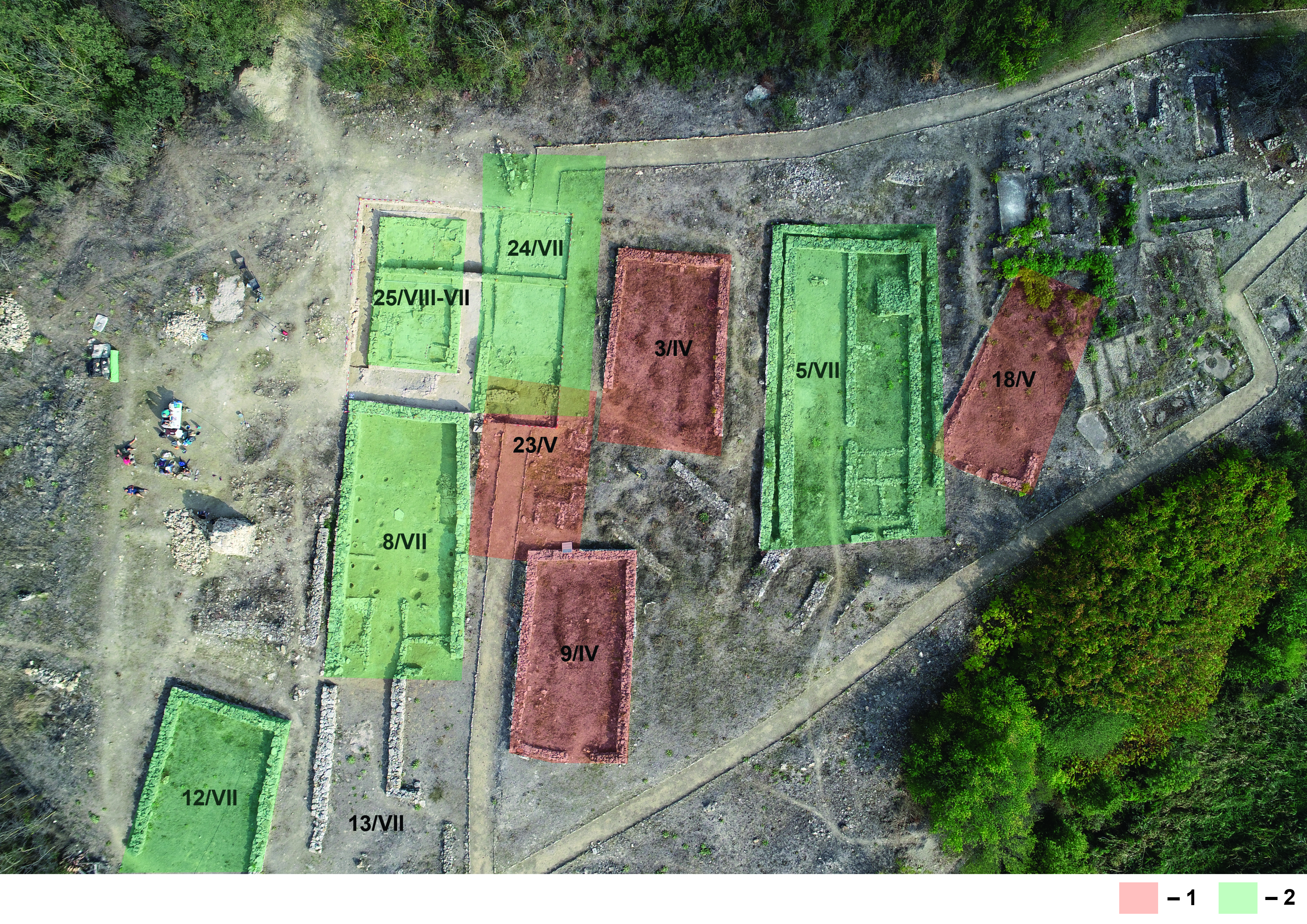
Fotografía de los edificios de la isla Grande del eneolítico temprano y tardío.
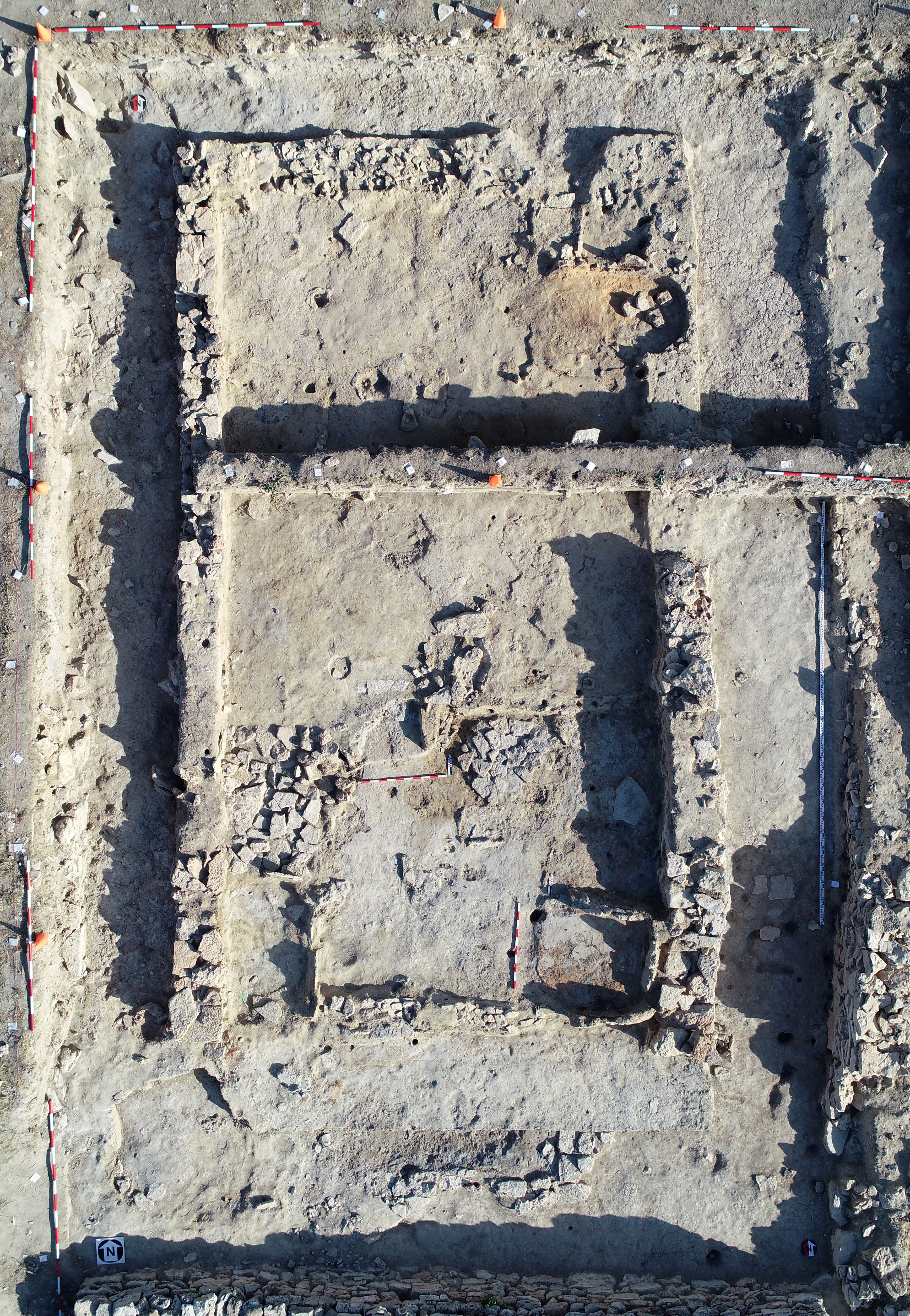
Fotografía del edificio 25. cultura de Hamangia IV
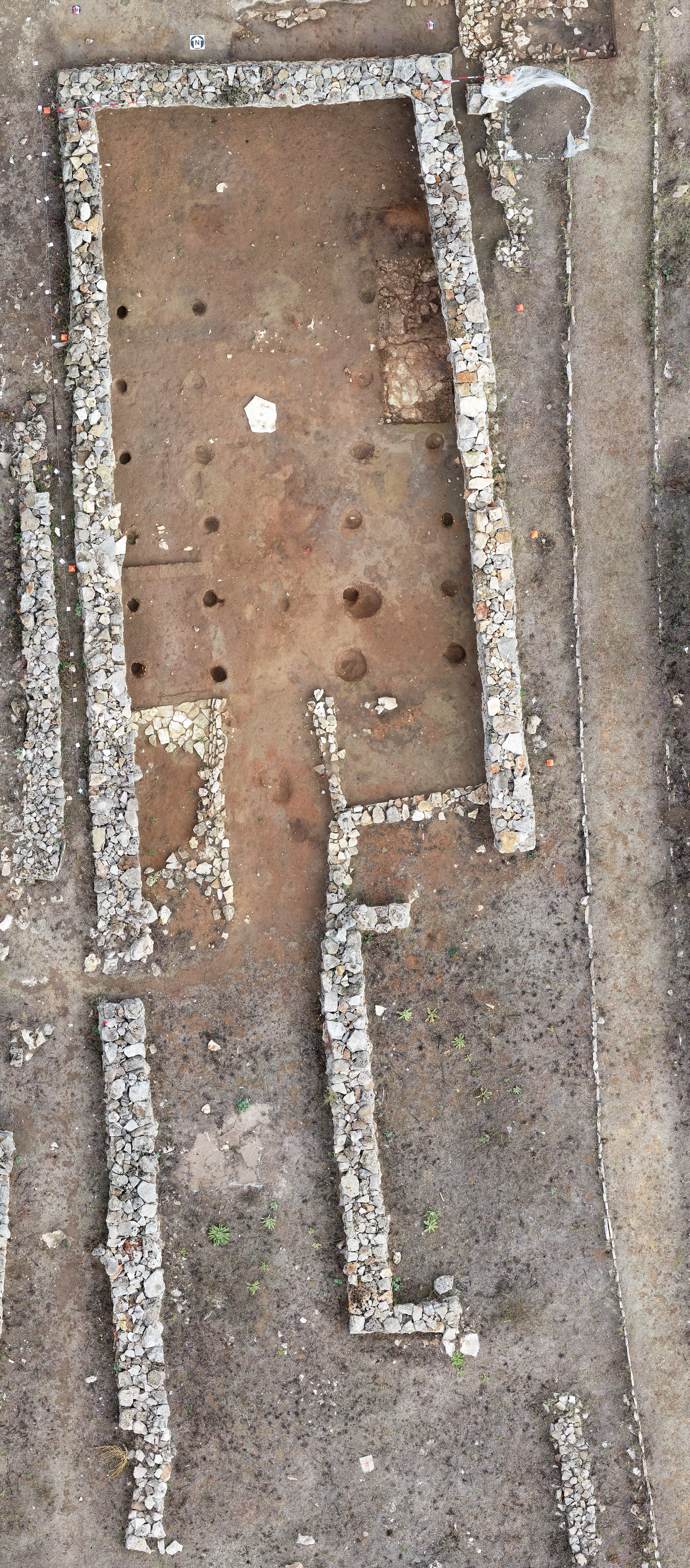
Fotografía del edificio 8. cultura de Hamangia IV

## Hallazgos
En este yacimiento se han excavado 1204 tumbas de los periodos neolítico y eneolítico donde además de huesos humanos han sido halladas vasijas de barro, estatuillas, herramientas de piedra, hueso y metal, así como adornos de diferentes materiales. En torno al año 4200 a. C. desapareció el asentamiento. Este abandono se ha atribuido a una catástrofe provocada por el aumento del nivel del mar a causa de temperaturas demasiado elevadas. Por este motivo es posible que algunas de las tumbas de la costa occidental permanezcan inaccesibles debido a que pueden estar situadas a demasiada profundidad. En la isla Grande se han hallado restos de un gran edificio de carácter palacial, de templos, de un taller metalúrgico y de edificios residenciales. 
Los hallazgos relacionados con la arquitectura monumental de piedra, la extracción y comercio de spondylus y las actividades metalúrgicas muestran una evolución económico-social que se considera muy desarrollada para mediados del V milenio a. C.
De la época helenística pueden destacarse los objetos relacionados con el santuario de Cibeles.

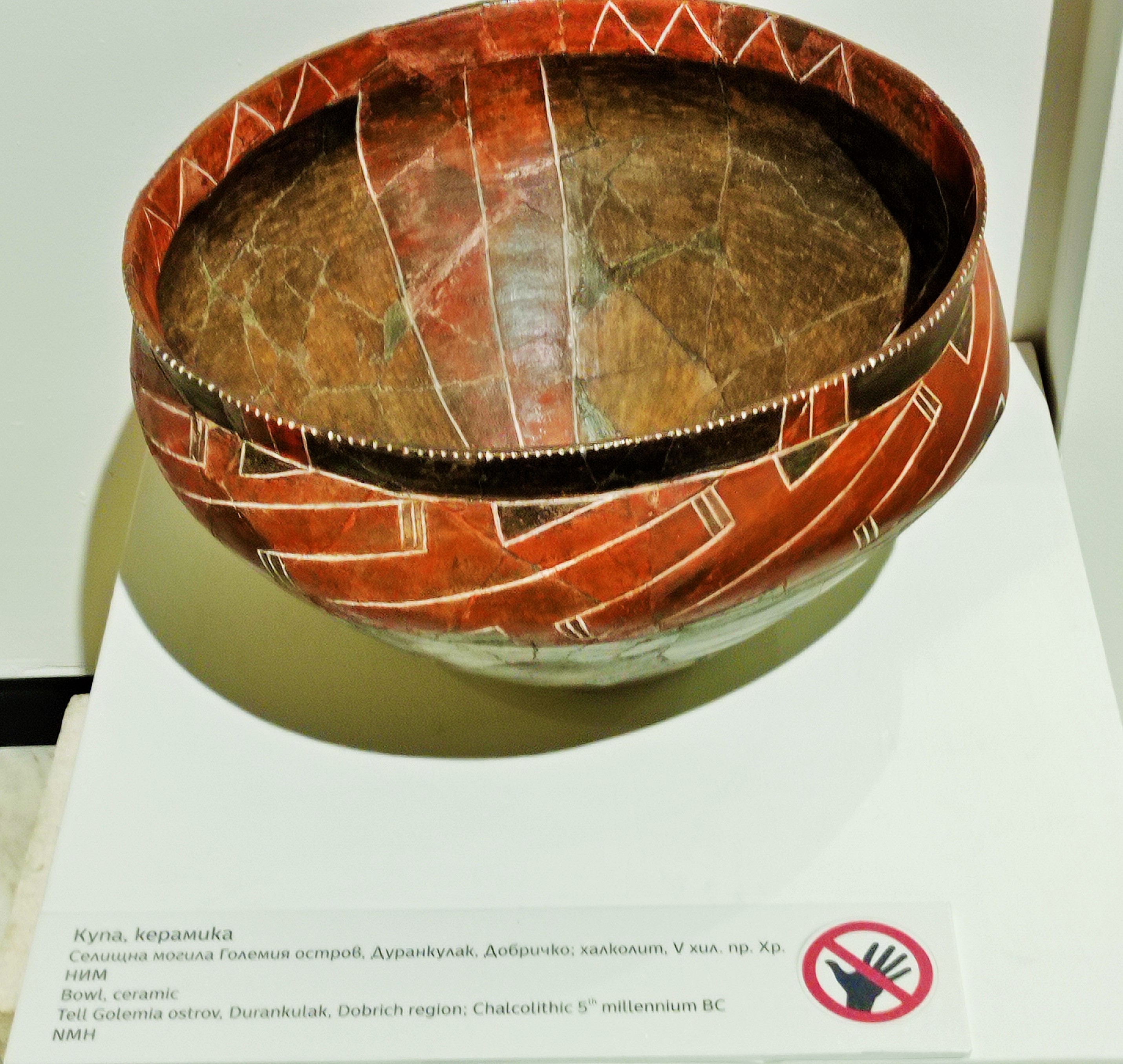
Pieza de cerámica del V milenio a. C, cultura de Hamangia IV.
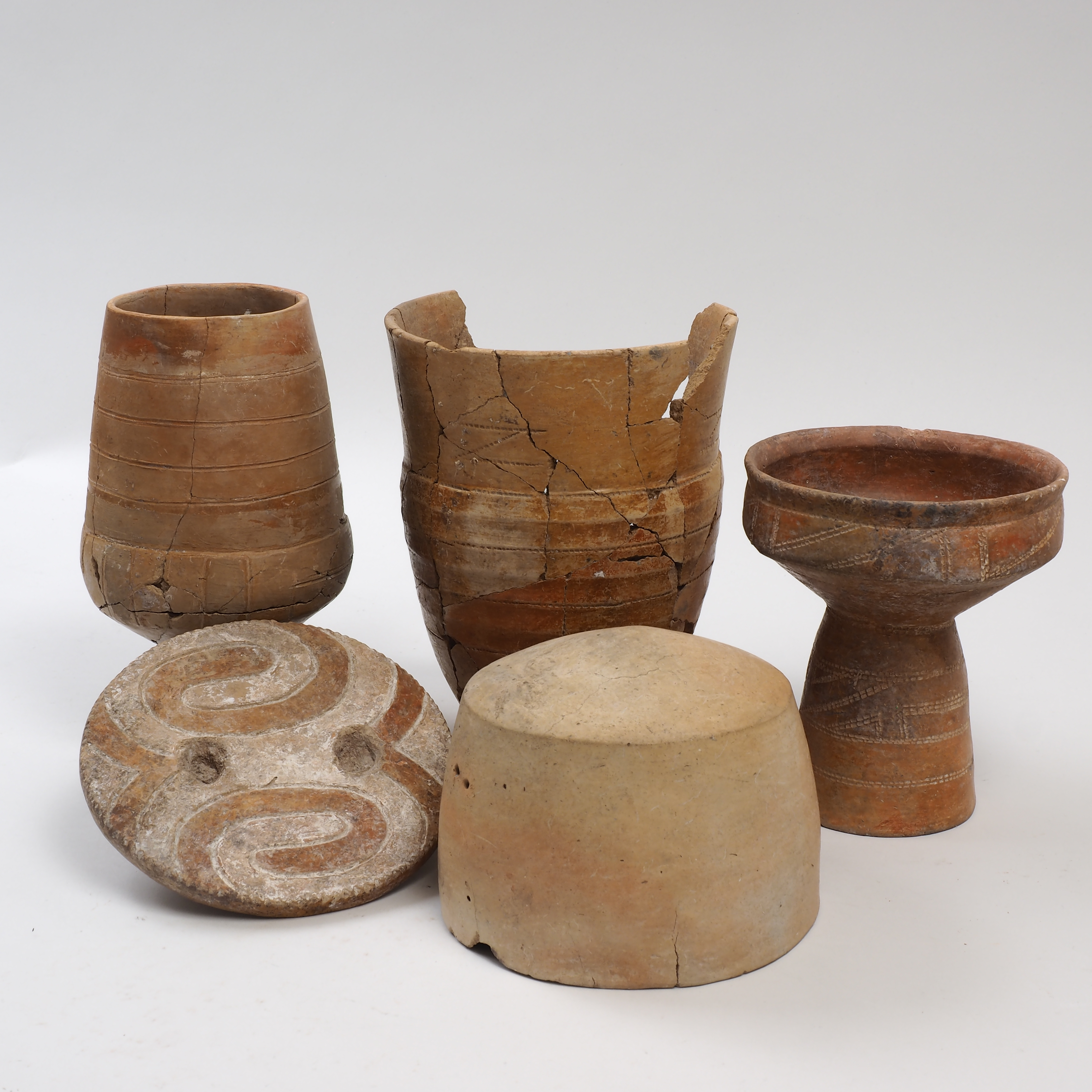
Vasijas del eneolítico, cultura de Hamangia IV.
Vasija del eneolítico.
Tumba doble de época helenística, siglo III a.C.